# Lara Costa
Lara Monica Costa (* 12. září 1987) je italská grafička. Vystudovala grafický design a později se specializovala na gravírovací techniky na Akademii výtvarných umění v Benátkách.

## Život
Lara Monica Costa absolvovala výcvik v různých oborech, včetně gravírovacích technik, zejména kaligrafie, prohloubení studia lidského těla a rozvíjení osobního uměleckého jazyka plného symbolických prvků.
Účastnila se domácích i mezinárodních uměleckých výstav. Příkladem je v roce 2017 International Printing Biennale ve Varně v Bulharsku, výstava 3. GLOBAL PRINT v Alijó a některá okolní města regionu Douro, například Vila Real, grafická výstava Tribuna v Rumunsku a nakonec výstavní kolektiv pořádaný sdružení „Současné postavy“ Itálie-Argentina na Galleria del '900 Palazzo Sarcinelli v Coneglianu.